# هاري تشاند
هاري تشاند (بالإنجليزية: Hari Chand) هو منافس ألعاب قوى هندي، ولد في 1 أبريل 1953 في هوشياربور ‏ في الهند.

## وصلات خارجية
- هاري تشاند على موقع الاتحاد الدولي لألعاب القوى (الإنجليزية)
- هاري تشاند على موقع أوليمبيديا (الإنجليزية)